# Монтабаур
Монтабаур [ˈmɔntabauɐ] (нем. Montabaur) — город в Германии, районный центр Вестервальда в земле Рейнланд-Пфальц. Население составляет 12 444 человек (на 31 декабря 2012 года). Занимает площадь 33,61 км². Официальный код — 07 1 43 048. Город одновременно является административным центром объединённой общины Монтабаур, к которой принадлежат 24 общины. Известен замком Монтабаур и железнодорожной станцией Монтабаур на Высокоскоростной магистрали Кёльн-Рейн/Майн.
Монтабаур является государственно признанным центром туризма и, в соответствии с государственным планированием, центром среднего порядка.

## География
Монтабаур находится в Вестервальде, примерно в 20 км к северо-востоку от Кобленца.
Помимо старого города и центральной части, Монтабаур имеет 7 частей, являющихся одновременно местными районами.

## Достопримечательности
Старый район Монтабаура отличается неоготическим зданием ратуши «Красный лев», численными фахверковыми постройками XVI и XVII веков и большой католической приходской церковью, исполненной в духе поздней готики. Сохранились останки средневековой городской стены, в том числе также так называемая Волчья башня, возможность аренды которой предоставляется жителям города.